# Cartagena
|  | Per a altres significats, vegeu «Cartagena (desambiguació)». |

Cartagena o Cartagènia és una ciutat a la Regió de Múrcia, capital legislativa d'aquesta comunitat i capital comarcal del Camp de Cartagena. També és el cap de la província marítima del seu nom. Amb més de 550 km² d'extensió, el seu terme municipal té 216.108 habitants censats (2020).

## Geografia

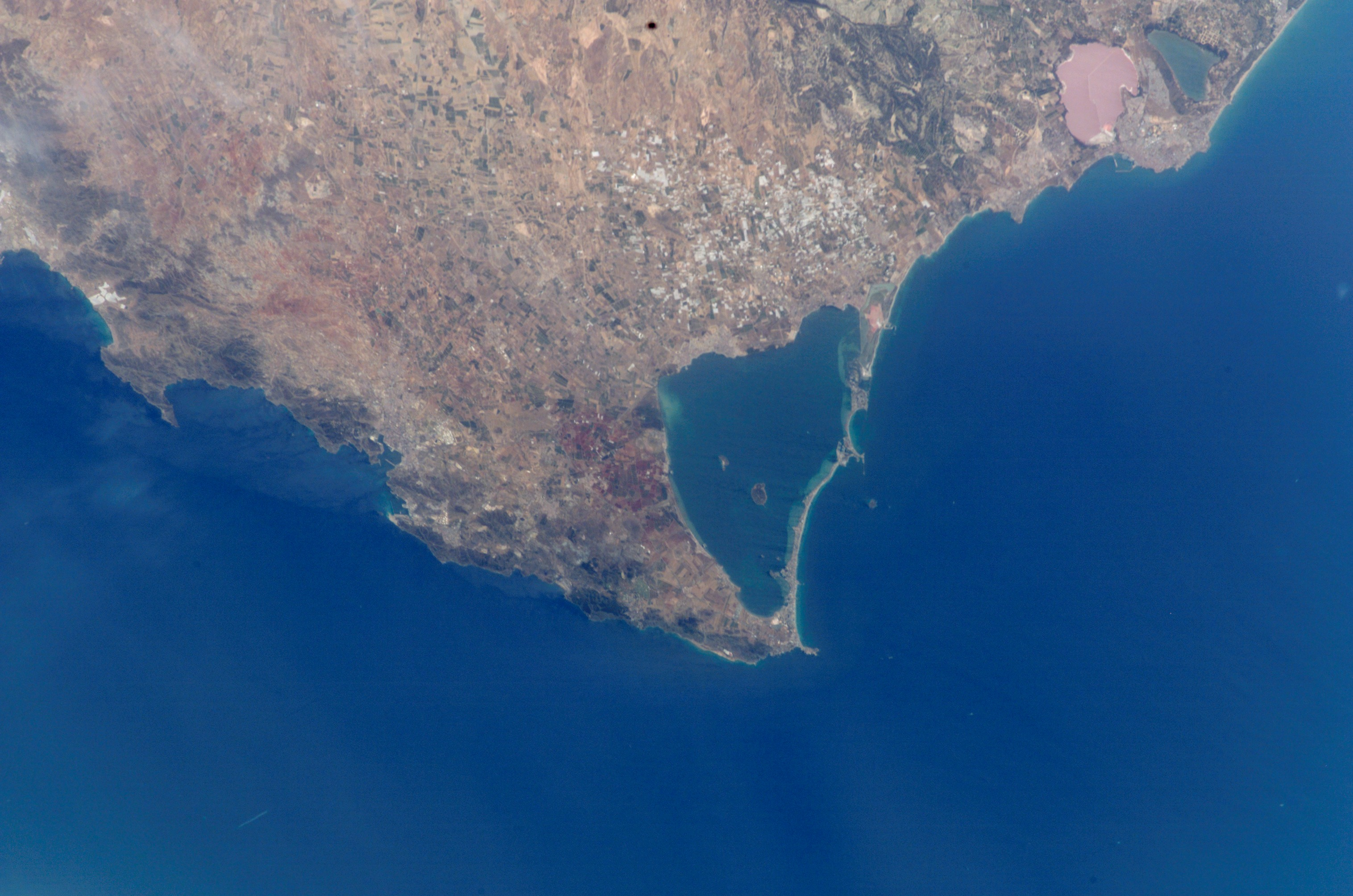
Foto de satèl·lit del Camp de Cartagena, Mar Menor i Cap de Palos

La ciutat de Cartagena és al sud-est de la península Ibèrica en les coordenades 37° 36′ N, 0° 59′ W. El seu terme municipal comprèn una extensió de 558,3 km².
Cartagena constitueix un gran pla inclinat amb orientació NO-ES limitat al nord i nord-oest per serres pre-litorals (Carrascoy, El Port, Els Villares, Columbares i Escalona), i al sud i sud-oest per serres litorals (El Algarrobo, La Muela, Pelayo, Grossa, La Fausilla i Minera, amb els seus últims contraforts en Cap de Palos).
Els materials dominants en la composició del terreny són sedimentaris, com la calcària, i metamòrfics, com la pissarra, marbre, etc.
El nucli històric de la ciutat està delimitat per cinc menuts pujols (Molinete, Monte Sacro, Bosc de San José, Despeñaperros i Bosc de la Concepció) que en origen formaven part d'una península delimitada per un antic mar interior, conegut com a Estero, i l'actual badia en la qual la ciutat s'obrí a la mar Mediterrània, un espai protegit entre els contraforts muntanyencs de San Julián i Galeras, forests entre els quals se situa l'entrada al port de la ciutat. L'antic mar interior es va dessecar i sobre el mateix es va construir, ja al començament del segle xx, l'Eixample de la ciutat. La seva ubicació entre cinc pujols va motivar, ja en els textos antics la seua comparança amb Roma.
L'espai urbà està delimitat o travessat per diverses rambles, alguna de les quals, com la Rambla de Benipila s'introdueixen, durant bona part del seu traçat, en la trama urbana.

## Història

### Edat Antiga

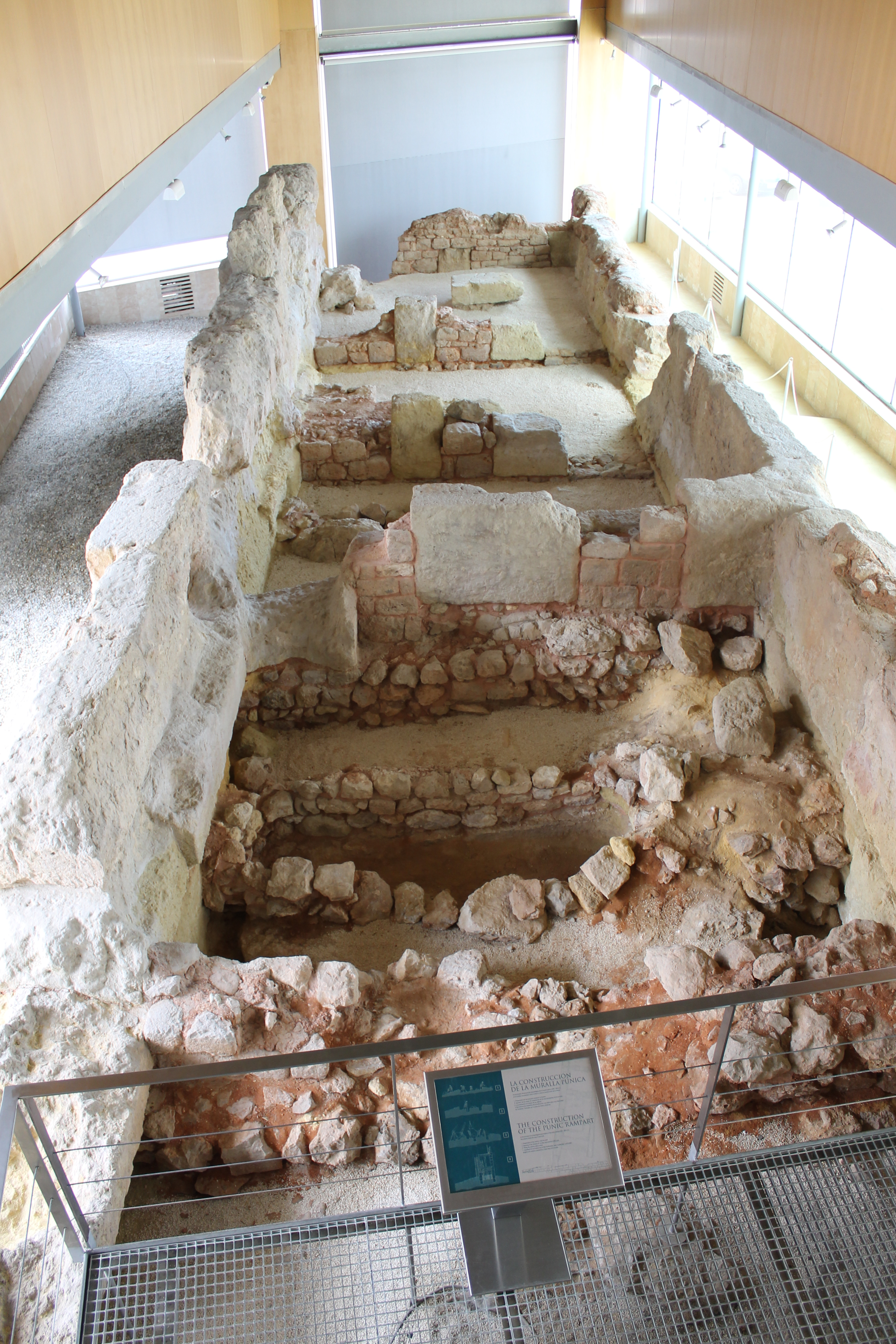
Tros de Muralla bastit pels cartaginesos. És l'únic que és conserva fins als nostres dies. Actualment està museïtzat per l'ajuntament de Cartagena i és d'accés públic.

Poblada des de temps remot, el primer assentament urbà té lloc cap al 1400 aC amb la fundació de Contesta per part del rei Testa.
Cap al segle iii aC és colonitzada pels cartaginesos, poble que procedia de Cartago, al nord d'Àfrica (a l'actual Tunísia), per l'aprovisionament de matèries primeres, d'esclaus i de mercenaris. i que es disputava l'hegemonia del Mediterrani amb Roma.
L'any 227 aC desembarquen a Gàdir i funden Qart-Hadast l'any 227 aC, que establiren com a capital i com a base logística per la ràpida comunicació amb Cartago, un bon emplaçament amb fàcil defensa i els recurs minerals a les serralades litorals de la Regió de Múrcia. Estableixen un centre d'operacions i una caserna d'hivern, hi foren bastiren edificis i estructures que oferien serveis propis d'una ciutat amb aquest estatus. La ciutat tenia infraestructures urbanes, carrers empredrats i disposats d'una manera ordenada, un fòrum o àgora, una acròpoli amb un gran palau, varis temples, un arsenal, tallers i magatzems, un barri de pescadors al voltant de la llacuna i obres de fortificació. Algunes estimacions font pensar que hi resideixen aproximadament 15.000 persones. La resta cartaginesa més important és un tram d'una muralla que protegia la ciutat per l'est. Aqueixa era la part que mes necessitava defensa per estar sobre terra.
L'any 226 aC s'estableix el Tractat de l'Ebre amb Roma on acorden els territoris de influència de cada civilització. A Cartago li corresponia la península Ibèrica fins al riu Ebre. El 209 aC, durant la Segona Guerra Púnica, fou atacada per Publi Corneli Escipió quan només tenia 1000 homes de guarnició, la va ocupar i va fer un gran botí. Després de les guerres púniques que van enfrontar Roma i Cartago, Roma va aconseguir el control de la ciutat. Tenia mines de plata a la rodalia (on en temps dels romans treballaren fins a quaranta mil homes i aportaven 25000 dracmes al tresor romà). El 206 aC s'hi van celebrar uns jocs en honor de l'oncle d'Escipió.
Al segle i aC li fou atorgat el estatus de colònia a aquesta ciutat (Colonia Victrix Julia Nova Cartago) i seu d'un convent jurídic amb 65 pobles a més de les Balears. Aquest convent era el més extens de tots i arribava a abastar fins i tot terres càntabres. Eventualment va compartir la capitalitat de la Hispània Citerior amb Tarraco. El seu territori era anomenat Carcedònia. Era punt central d'una via cap a Tarraco (al nord) i cap a Castulo (al sud).
Amb la reorganització de Dioclecià o al principi del segle iv amb Constantí el Gran es va establir la província Cartaginense, de la qual fou capital.

### Edat Mitjana

Espània

Amb la caiguda de l'Imperi Romà d'Occident, els vàndals l'atacaren en 425, quan tingueren la intenció d'anar a Àfrica però no feren grans estralls a la ciutat. Poc temps després el emperador Majorià feu aplegar una nombrosa flota per a desallotjar-los de la ciutat. Cartagena va esdevenir territori visigot. Després que l'imperi desaparegués i durant alguns anys, ocorregué una incertesa política fins que el regne visigot agafà el poder de la península però l'emperador romà d'Orient envià dos exèrcits, un exèrcit l'any 552 i el altre l'any següent que aprofitaren la guerra civil al regne visigot de la península Ibèrica per recuperar una franja costanera mediterrània entre l'Estret de Gibraltar i el Cap de la Nau, que esdevingueren la província d'Espània. L'any 612 el rei visigot havia fet un atac que tingué bon èxit contra els territoris que pertanyien encara a Constantinoble, però no aconseguir conquerir Cartago-Spartaria, i finalment ho aconseguí Sutila els anys 621-624.
A la vora de Cartagena, Abd-al-Aziz ibn Mussa ibn Nussayr derrotà Teodomir, a qui es concedí pel Tractat d'Oriola el Regne de Tudmir. Amb els àrabs, Cartagena va passar a denominar-se Qartajannah Al-Halfa, on es va instal·lar el djund d'Egipte; el 761 el cap abbàssida Abd al-Rahman ibn Habib al-Fihri va desembarcar a Cartagena contra l'emir Abd-ar-Rahman I ad-Dàkhil, just quan Sulayman ibn Yaqdhan, el valí de Madinat Barshiluna s'aliava amb Carlemany. Quan Abd al-Rahman en va tenir el control va fundar un nou centre administratiu no gaire lluny, que fou la ciutat de Madínat Múrsiya el 831, i Oriola va perdre la seva condició de capital en favor de la nova ciutat, de la qual va seguir els passos a la caiguda del Califat de Qurtuba. Durant el setge d'Aledo (1089) les disputes sobre la Taifa de Múrcia entre els reietons de la península van decidir a Yusuf ibn Tashfin a annexionar les taifes a l'imperi almoràvit. La Taifa de Múrcia fou sotmesa per Ibn Aisha. Va passar després a poder d'Ibrahim ibn Hamushk i de Muhàmmad ibn Mardanix i finalment es va sotmetre als almohades. Quan el Llevant es va revoltar sota Sayyid al-Adil fou part dels dominis del rebel. Després va passar a Muhàmmad ibn Hud i finalment a Zayyan ibn Mardanix que després de perdre València el 1238 es va refugiar a Múrcia d'on fou expulsat per Baha al-Dawla.
El 1243 Ibn Hud al-Dawla va sotmetre el Regne de Múrcia al futur Alfons X el Savi; aquesta zona corresponia a Castella segons el tractat de Cazorla, però els incompliments van obligar a reconsiderar-lo al tractat d'Almizra de 1244. Cartagena i altres places es van negar al domini castellà i el 1245 l'exèrcit castellà posà setge a la ciutat amb ajuda d'una flota del Cantàbric, aconseguint la seva rendició. i el regne fou annexionat provocant les revoltes musulmanes d'Al-Àzraq que van durar del 1246 al 1274. La rebel·lió va ser definitivament sufocada per les tropes de Jaume I el Conqueridor el 1266, deixant un important contingent de pobladors catalans i aragonesos. Això va fer que el català fos la llengua predominant a la zona fins al tombant del segle xv.
El 1296 Jaume II el Just va rebre el regne de Múrcia de Ferran II de la Cerda a canvi del seu suport contra l'infant hereu de Castella Ferran IV de Castella, i es va desfermar la guerra amb Castella, en la que el bisbe de Cartagena va donar suport als castellans. El 1304 es va signar la pau de Torrellas i la sentència arbitral de Torrellas va retornar la meitat del regne de Múrcia a Castella i va integrar l'altra meitat amb Cartagena, al Regne de València. El 1305 el tractat d'Elx va revisar el tractat i va suposar el pas de Cartagena al regne castellà de Múrcia, i el 1313 a mans de Joan Manuel de Castella i es va convertir en el principal port castellà del Mediterrani.
Durant la guerra dels Dos Peres, d esprés de la caiguda de Tarassona en 1357, Pere el Cerimoniós va autoritzar l'Infant Ferran a fer una ràtzia a l'horta de Múrcia i assetjar Cartagena, que no va aconseguir prendre.

### Edat Moderna
En 1503 es deroga el senyoriu de Cartagena i es reincorpora als dominis de la Corona per fer del seu port el referent envers als interessos de la Corona de Castella a Itàlia. Carles III va ser un dels reis que més va intervenir a Cartagena, ja que la va fortificar i la va envoltar de castells i forts i hi va instal·lar una base naval que encara avui perdura (l'arsenal de Cartagena), i hi van salpar les expedicions per a la presa d'Alger i Menorca. Des d'aleshores la presència militar és un factor determinant per a la ciutat.

### Edat Contemporània
En 1873, durant la Primera República Espanyola, l'exèrcit destacat a Cartagena es va aixecar en armes i va promulgar el cantó de Cartagena com estat federal dins Espanya abraçant les províncies d'Albacete i Múrcia; la revolta, pràcticament limitada a la ciutat de Cartagena on hi havia l'exèrcit rebel, va durar uns quants mesos; Cartagena fou assetjada sis mesos i la ciutat va quedar al final molt malmesa. Va arribar a encunyar-se moneda pròpia (el duro cantonal). El líder del Cantó de Cartagena va ser el murcià Antonete Gálvez. La bandera fou vermella llisa, el color federal, i es va confeccionar tapant amb sang vermella la mitja lluna i estel blancs d'una bandera turca.
Cartagena va tenir un auge a la fi del segle xix, amb l'arribada de capital estranger i de famílies europees benestants que hi van fer negoci amb les mines de la propera La Unión. A aquest moment d'auge que es prolonga durant les primeres dècades del segle xx correspon la construcció de nombroses cases i edificis modernistes, moltes d'elles obra de l'arquitecte català Víctor Beltri i Roqueta. Aquests testimonis d'arquitectura modernista constitueixen un dels elements patrimonials més notables de Cartagena. Després del cessament de les mines de La Unión en la dècada de 1930, Cartagena va rebre una gran massa de treballadors de les mines que havien quedat a l'atur, cosa que va contribuir a una crisi que es perllongaria fins a la dècada de 1960.
En la Guerra Civil espanyola Cartagena va ser base naval de la República, i va romandre-hi fidel fins a l'abril de 1939. La ciutat va ser repetidament bombardejada per l'aviació feixista. El bombardeig del 25 de novembre de 1936 va ser especialment dur. Es conserva, museïtzat, un dels refugis antiaeris construïts durant la Guerra Civil.
En la dècada dels seixanta va ser industrialitzada bruscament en l'aspecte siderometal·lúrgic, i també destacava per la construcció de vaixells en les seves drassanes. Aquesta situació de la Cartagena industrial es va mantenir fins a la dècada de 1990, quan una gran crisi va assolar la ciutat i va desaparèixer gran part d'aquest teixit industrial. Malgrat això, Cartagena continua sent el principal punt industrial del sud-est peninsular.
Des de la creació de la comunitat autònoma de la regió de Múrcia, l'any 1982, hi té la seu l'Assemblea Regional de Múrcia, el parlament de la comunitat autònoma.
El descobriment de l'important teatre romà de Cartagena, l'any 1988, seguit de la seva recuperació i museïtzació a càrrec de l'arquitecte Rafael Moneo (el museu del teatre romà es va inaugurar l'any 2008) enceta una etapa de rellançament de la ciutat basat en actuacions patrimonials entre les quals també sobresurt la creació del Museu Nacional d'Arqueologia Subaquàtica ARQVA, inaugurat l'any 2008.
Entre els anys 1990 i 1995 l'economia de Cartagena tocà fons. Moltes empreses tancaren i hi hagué molts acomiadaments de treballadors. A Bazán s'acomiadaren 800 persones, però en les dècades següents, en les que la població va arribar als 200.000 habitants amb nombroses urbanitzacions, però els problemes de nucli antic segueixen sense resoldre. Es va renovar la indústria, i es va desenvolupar el turisme, incloent el trànsit de creuers.

## Demografia
Segons les dades de l'INE, a 1 de gener de 2009, el municipi de Cartagena té una població de 215.186 habitants (104.859 homes i 102.427 dones). Les mateixes dades censals citades (INE, 2007), ofereixen també la dada que el 12,75% dels habitants de Cartagena són de nacionalitat estrangera.
La seua àrea metropolitana, integrada pels municipis de La Unión, Fuente Álamo, Los Alcázares, San Javier, Torre Pacheco i San Pedro del Pinatar, té 332.035 habitants.
| 59.618  | 75.908  | 84.171  | 99.871  | 102.542 | 96.891  | 102.518 | 113.468 |
| 1950    | 1960    | 1970    | 1981    | 1991    | 1996    | 2000    | 2007    |
| 113.160 | 123.630 | 146.904 | 172.751 | 173.061 | 170.483 | 183.799 | 207.286 |

Aquests habitants se distribuieixen en 24 districtes anomenats diputacions. Aquests són:
- Cartagena Casco: 58.270 habitants
- San Antonio Abad: 44.789 habitants
- El Plan: 35.801 habitants
- San Félix: 2719 habitants
- Los Médicos: 127 habitants
- Miranda: 1370 habitants
- La Magdalena: 3851 habitants
- Santa Ana: 2501 habitants
- Santa Lucía: 6813 habitants
- Escombreras: 14 habitants
- Alumbres: 3359 habitants
- El Hondón: 1077 habitants
- Canteras: 10.325 habitants
- Perín: 1555 habitants
- Los Puertos: 1309 habitants
- Campo Nubla: 279 habitants
- El Algar: 7862 habitants
- El Beal: 2267 habitants
- Rincón de San Ginés: 9969 habitants
- Lentiscar: 1977 habitants
- El Albujón: 2956 habitants
- La Aljorra: 4938 habitants
- Pozo Estrecho: 4980 habitants
- La Palma: 5651 habitants

## Llocs d'interès cultural

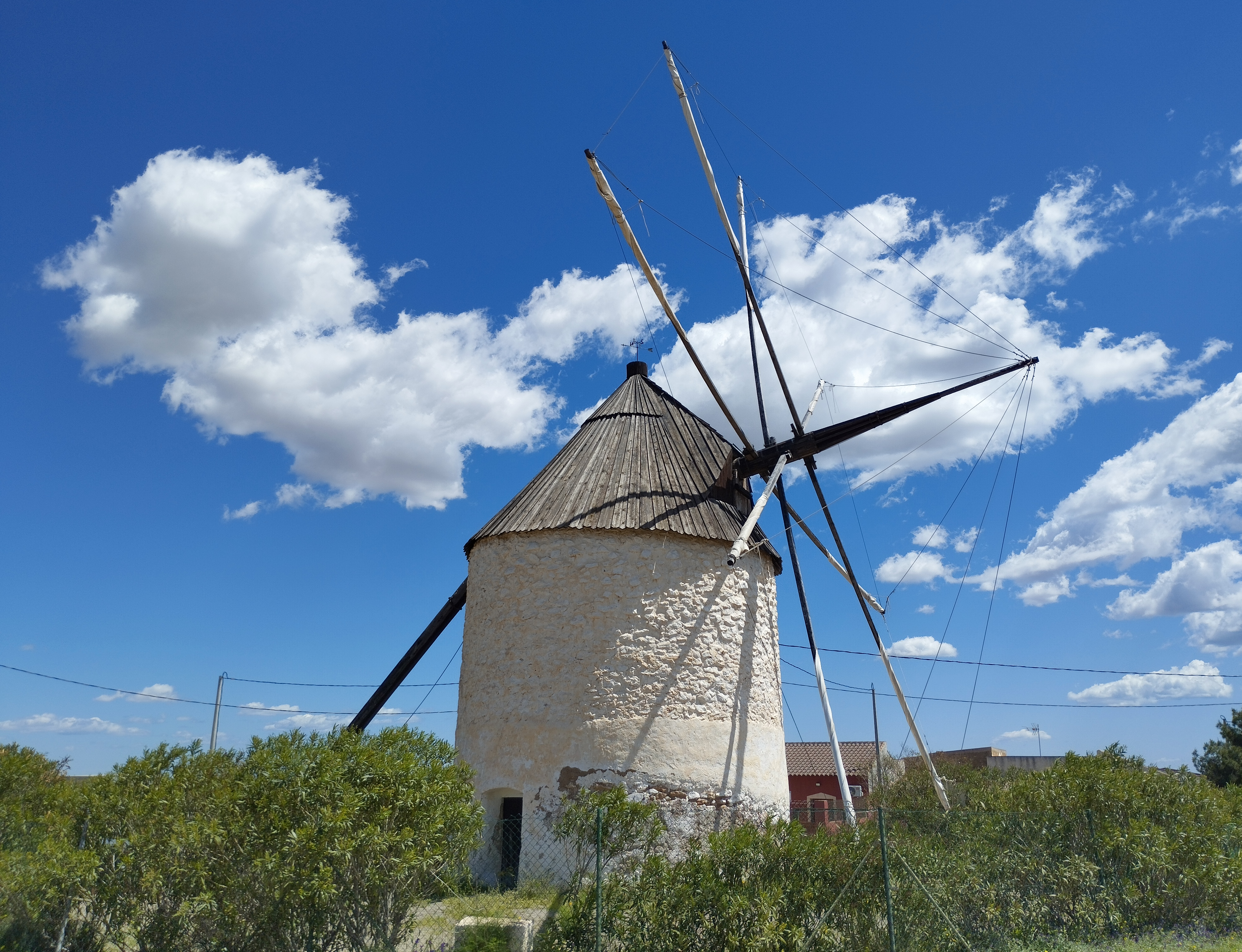
Molí del Camp de Cartagena

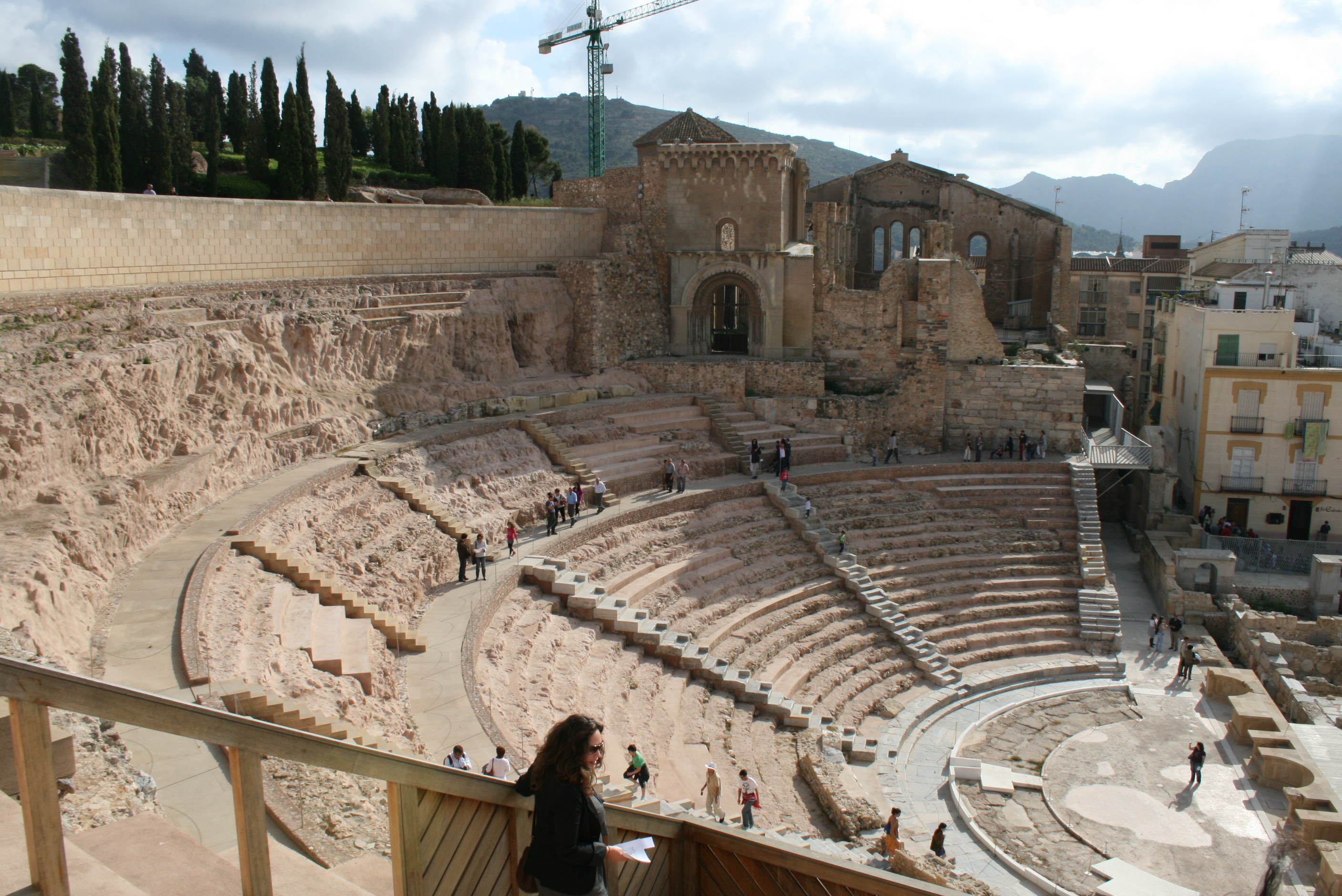
Teatre romà amb catedral de Santa María la Vieja

### Monuments
Alguns monuments són
- Teatre romà
- Palau consistorial
- Centre d'interpretació de la Muralla Púnica

### Castells i Fortaleses
Aquest municipi té tres principals castells i fortaleses:

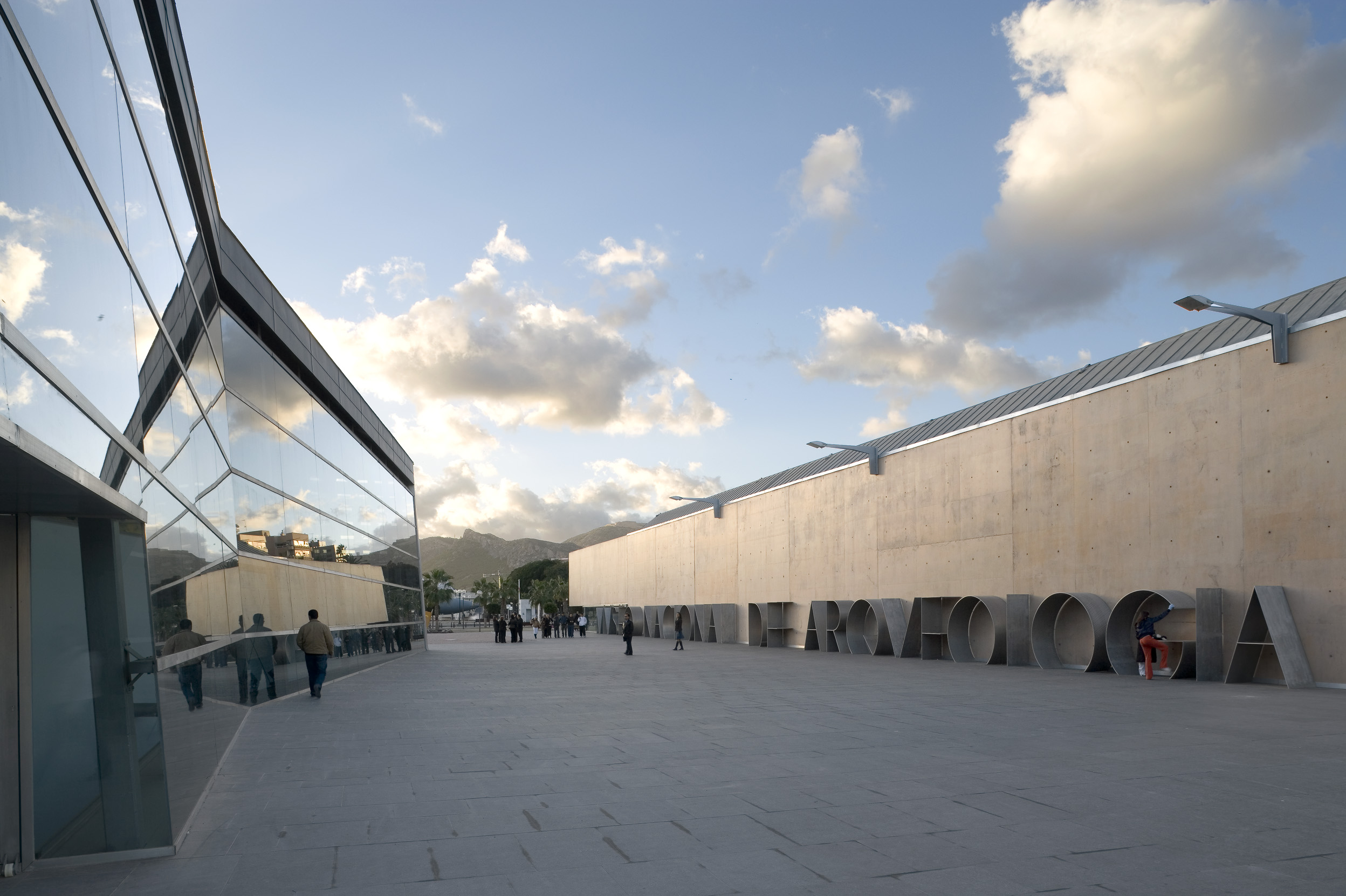
Museu nacional de arqueologia subacuàtica ARQUA

- Castell de la Concepción
- Fort de Navidad
- Torre de Santa Elena

### Museus
A continuació els museus principals de Cartagena:
- Museu nacional d'arqueologia subacuàtica ARQUA
- Museu Regional d'Art Modern MURAM
- Museu arqueològic municipal
- Refugi-museu de la Guerra Civil
- Museu Naval
- Museu del Teatre romà de Cartagena
- Museu històric-militar
- Porta del Arsenal
- Carmen Conde, Antonio Olivares

## Personatges il·lustres
- Àsdrubal (gendre d'Amílcar), 270 aC-221 aC. General cartaginès, que refonc Qart Hadasht (Cartagena) sobre la ja existent Mastia en 227 aC.
- Hanníbal Barca, 247 aC - 183 aC. General cartaginès que va partir de Cartagena al comandament d'un gran exèrcit en el seu intent de conquesta de Roma.
- Fulgenci de Cartagena, Sant Leandre, Santa Florentina, i, potser, Isidor de Sevilla, coneguts com els Quatre Sants de Cartagena.
- Hazim al-Qartayanni (حازم القرطاجني) (1284-1211), poeta en la cort del Bey de Tunis, autor de la "Qasida al-Maqsura," obra magna de la poesia aràbiga andalusina.
- Sebastián Raval (1550-1604). Compositor renaixentista que va ser mestre de Capella dels Virreis espanyols a Palerm (Sicília).
- Úrsula Micaela Morata (1629-1703), religiosa i beata.
- Isaac Peral (1851-1895). Enginyer, marí i inventor cartagener que va dissenyar un model de submarí propulsat elèctricament.
- Carmen Conde (1907-1996). Escriptora cartagenera, va ser la primera dona a ingressar en la RAU; va fundar la Universitat Popular de Cartagena.
- Francisco Soto Nieto (1926). Magistrat. President de l'Audiència Provincial de Girona entre els anys 1973 i 1985 i magistrat del Tribunal Suprem del 1985 al 1996, en què es va jubilar.
- José Ortiz Moya (1932-2013). Dibuixant de còmics.
- Arturo Pérez-Reverte (1951). Novel·lista i periodista, membre de la Reial Acadèmia Espanyola.
- Eduardo Zaplana (1956). Polític i president de la Generalitat Valenciana entre 1995 i 2002.
- Eulalia Sintas Martínez (1960-2013). Arqueòloga i historiadora.
- El Chipé (1903-1936), delinqüent.